# Selo, Sežana
Selo je naselje v Občini Sežana.